# Hero of Many
Hero of Many je videohra vytvořená nezávislým českým vývojářským studiem Trickster Arts. Žánrově se hra řadí mezi akční adventury. Je určena pro iOS, Android a Windows. Ve hře se nevyskytují žádné dialogy a grafika je tvořena černými siluetami, jako třeba ve hře Limbo. Hero of Many se však inspirovalo hrami Another World, Hearth of Darkness a Oddworld: Abe's Oddysee.

## Hratelnost
Hráč se ujímá bílého stvoření ve tvaru koule. To žije v podvodní jeskyni. Zde může narazit na bílé a černé ryby (podobají se pulcům). Bílí jsou hráčovi spojenci a budou jej následovat, když se k nim přiblíží. Černí jsou však nepřátelé a jakmile se k nim hráč přiblíží, tak jej i jeho spojence napadnou. K boji hráč využívá právě bílé pulce, která automaticky útočí na nepřátele. Hráč je musí vést tak, aby jeho hejno mohlo efektivně bojovat. Také může svým pulcům "nařídit výpad libovolným směrem.
Cílem hry je dostat se na konec levelu. Těch je přibližně 26. Hra, kromě bojů, obsahuje i hádanky a několik miniher. Je zde například závod nebo bludiště. Nouze není ani o bossy.

## Příběh
Hra se odehrává v době, kdy jsou bílé ryby hromadně vyhlazovány svými černými protějšky. Hra sleduje Hrdinu, který kolem sebe začne shromažďovat bíle ryby. Spolu začnou bojovat za přežití svého druhu proti černým útočníkům.

## Postavy
Seznam významných postav ve hře. Žádná z nich není ve hře jmenována, ale jsou jmenováni v názvech písní soundtracku:
- Hrdina – Hrdina je hlavní postava hry a také bílý kulatý tvor, který začne vést odpor proti černým rybám. Postupem času obdrží schopnosti, které jej udělají silnějším.
- Černý – Černý je hlavní záporná postava hry a vůdce černých ryb. Dříve byl šedým, ale změnil se poté, co přišel do kontaktu s černou hmotou.
- Červená královna – Často spolupracuje s Hrdinou a několikrát si vzájemně pomohli. Později mu dá novou schopnost.
- Zelený – Hrdina mu pomůže při hledání zelených krystalů, aby mohli oživit strom života. Později je zabit a jeho síla vstoupí do tohoto stromu.
- Modrý  – Byl svědkem toho, když začal útok černých. S Hrdinou se setká jako poslední z kulatých stvoření. Naučí jej schopnost přivolání ryb.
- Přítel – Doprovází Hrdinu již od začátku hry. Je mu vždy na blízku a lze jej považovat za jeho nejbližšího ochránce.
- Černý Kapitán – Na začátku hry byl hlavním soupeřem Hrdiny a působil mu dost potíží. Nakonec jej Hrdina porazil.

## Soundtrack
Soundtrack složil slovenský skladatel Matúš Široký. Obsahuje přes hodinu hudby.
1. Main Menu Theme 00:45
2. Alone In A Cave 01:30
3. Grey World 01:45
4. Aura 00:21
5. Black Captain 00:22
6. Chase 01:24
7. Execution 00:31
8. Meeting Black 00:28
9. Red World 02:48
10. Red's Theme 01:07
11. Abyss 01:15
12. Green World 01:27
13. Green's Theme 01:16
14. Seed n Roots 00:21
15. The Rotten Tree 00:20
16. The Tree Of Life 00:34
17. Earth Dragon Chase (loop) 00:42
18. Dragon Song 00:49
19. Blue World 02:41
20. Desecrated Temple 02:00
21. Labyrinth Monster (loop) 00:51
22. Dream 01:54
23. Awakening 00:33
24. Kraken (loop) 00:38
25. Red Hunt (loop) 00:45
26. Death Race 02:17
27. Return To The Kingdom Of Red 03:20
28. Wasp Nest (loop) 00:39
29. Red Queen 01:38
30. Dancing With Red 01:10
31. Nothing Lasts Forever 01:43
32. Torture Chamber 01:07
33. Dragons (loop) 01:04
34. Sacrifice 00:52
35. Reborn 00:52
36. Reunion 00:27
37. Lost Friend 00:34
38. Daemon Dragon 01:34
39. Annihilation 01:26
40. The Primal Virtue 03:22
41. Action Loop 01 00:40
42. Action Loop 02 00:48
43. Action Loop 03 00:48
44. Action Loop 04 00:36
45. Action Loop 05 00:32
46. Action Loop 06 00:32
47. Action Loop 07 00:16
48. Action Loop 08 00:24
49. Action Loop 09 00:32
50. Action Loop 10 00:32
51. Action Loop 11 00:46
52. Trailer (bonus) 01:30
53. Trailer Extended (bonus) 01:46
54. Red Queen II (bonus) 00:27
55. Mother (bonus) 00:25
56. Annihilation II (bonus) 02:08
57. Rise Of The Hero (bonus) 01:53
58. My Sense (bonus) 01:42
59. Journey Of Life (bonus) 06:42

## Vývoj
Hra byla ve vývoji od léta roku 2012, kdy Matouš Ježek opustil 2K Czech. Ježek tehdy kontaktoval některé bývalé kolegy a společně vytvořili studio Trickster Arts. Vývoj Hero of Many (pracovně nazvaném projekt Hero) trval 10 měsíců. Hra byla ohlášena až v květnu 2013. Vydána byla v červenci pro iOS a Android.
Vzhledem k nízkému rozpočtu a potřebě urychlení vývoje se tým rozhodl generovat a recyklovat ty části u kterých je to možné (například hlavní menu tvořeno scénou ze hry, načítací obrazovky jsou jednoduché kresby či sasanky vytvořené z ocásků rybiček). Ze stejného důvodu se vývojáři rozhodli pracovat v Unity Enginu, kde řadu věcí, jako shadery či textury, lze levně koupit. Hra také prošla několika změnami v průběhu vývoje. Původně měla mít hranatou grafiku, ale z estetických důvodů byla změněna.
V červenci 2013, po vydání hry, se Trickster Arts soustředilo na verzi pro Windows. Za účelem distribuce byla hra zařazena do služby Steam Greenlight, kde byla 28. dubna 2014 odsouhlasena komunitou. V říjnu hra vyšla na konzoli Ouya a v lednu 2014 na konzoli GameStick.

## Kritické přijetí
Hra byla okamžitě po vydání přijata velmi kladně kritikou. Hodnocení se průměrně pohybují kolem 90 %. Hra byla chválena především pro svoji atmosféru, gameplay, soundtrack a grafiku.

## Ocenění
Hra byla na serveru Trusted Reviews zvolena za 5. nejlepší hru pro android, za rok 2013.
Na serveru GameWoof byla hra zvolena za 3. nejlepší placenou Android hru a za 4. nejlepší adventuru pro android v roce 2013.
Na serverech PocketGamer a Setuix zvolena za jednu z 10 nejlepších her roku určených pro android.
Server Day of Ouya zvolil Hero of Many za 4. nejlepší adventuru pro Ouyu v roce 2013.
Server Android Headlines zvolil Hero of Many za 2. nejlepší ambientní hru pro Android.
Český server Games.cz zvolil Hero of Many za jednu z nejlepších mobilních her roku.
Čtenáři na serveru Games.cz zvolili Hero of Many 4. nejlepší mobilní hrou roku.[zdroj?]
Hra získala nominaci na Pocket Gamer Awards 2014 v kategorii nejvíce inovativní hra.
Hra byla zvolena v soutěži Booom 2013 za 3. nejlepší českou hru roku.
Hra získala nominaci v soutěži Česká hra roku 2013 pro umělecký přínos české herní tvorbě.